# Mobile Bay (Schiff)
Die USS Mobile Bay (CG-53) war ein Lenkwaffenkreuzer der United States Navy und gehört der Ticonderoga-Klasse an. Das Schiff wurde nach der Schlacht in der Mobile Bay von 1864 benannt. David Glasgow Farragut führte seine Flotte dort zum Sieg über die Flotte der Konföderierten Staaten von Amerika unter Franklin Buchanan.

## Geschichte
CG-53 wurde 1982 in Auftrag gegeben und 1984 bei Ingalls Shipbuilding auf Kiel gelegt. 1985 wurde die Mobile Bay vom Stapel gelassen und getauft. Die Indienststellung fand 1987 statt, der Kreuzer wurde in Mayport, Florida stationiert.
Die erste Einsatzfahrt führte das Schiff 1989 in den Golf von Oman, 1990 wurde die Mobile Bay nach Yokosuka in Japan verlegt. Noch im selben Jahr wurde sie von dort aus im Rahmen des Zweiten Golfkrieges eingesetzt. Während dieser Fahrt überwachte die Mobile Bay den Luftverkehr für eine Gruppe aus vier Flugzeugträgern und startete 22 Marschflugkörper des Typs BGM-109 Tomahawk. 1991 half der Kreuzer bei der Evakuierung des Personals der United States Naval Base Subic Bay nach dem Ausbruch des Pinatubo in der Operation Fiery Vigil. 1992 war er zurück im Golf, um bei der Durchführung der Operation Southern Watch zu helfen. Auch 1993/1994 war die Mobile Bay in der Region. Im Mai 1994 stand die Übung RIMPAC an.
1999 operierte der Kreuzer unter anderem in der Formosastraße und vor Korea, später dann im Rahmen der INTERFET vor Osttimor. 2000 wurde das Schiff dann wieder in den USA, in San Diego, stationiert. 2001 wurden Technologien aus dem Smart Ship Project auf der Mobile Bay installiert, Ende des Jahres operierte sie dann zur Bekämpfung des Drogenschmuggels in der Karibik.
2002 verlegte der Kreuzer an der Seite der Abraham Lincoln im Rahmen der Operation Enduring Freedom und der Operation Iraqi Freedom. 2004 folgte eine Verlegung in die Golf-Region an der Seite der Belleau Wood, 2006 dann, ebenso wie 2008, wieder mit Abraham Lincoln. Ab Ende 2011 fuhr die Mobile Bay an der Seite der John C. Stennis in den Indischen Ozean und ab Anfang 2012 in den Pazifikraum.
Die USS Mobile Bay wurde am 10. August 2023 in der Marinebasis San Diego aus dem aktiven Dienst verabschiedet. Sie wurde am 18. August 2023 außer Dienst gestellt und aus der Flottenliste gestrichen. Sie wurde zur Naval Inactive Ships Maintenance Facility (NISMF) in Bremerton geschleppt und dem NAVSEA Inactive Ships On-site Maintenance Office überstellt.